# Бразильенсе
«Бразилье́нсе» (порт. Brasiliense Futebol Clube) — бразильский футбольный клуб из столицы страны, города Бразилиа, хотя официально считается, что клуб расположен в предместье Бразилиа — Тагуатинге. Главным соперником клуба является «Гама».

## История
Команда была основана 1 августа 2000 года бизнесменом Луисом Эстеваном. Он купил команду, называвшуюся «Атлантида» (Atlântida Futebol Clube) и переименовал её в «Бразильенсе».
В 2002 году команда уже выиграла Серию C Бразилии. По ходу сезона команда добилась оглушительного успеха, выйдя в финал Кубка Бразилии, одолев по ходу турнира такие великие клубы, как «Флуминенсе» (1/4) и «Атлетико Минейро» (1/2). В финале «Бразильенсе» всё же уступил в достойной борьбе (1:2 и 1:1) ещё одному гранду — «Коринтиансу».
В 2004 году «Бразильенсе» классифицировался в Серию А впервые в своей истории. Клуб также начал серию доминирования в своём внутреннем чемпионате штата, продолжающуюся до сих пор.
В 2005 году команда заняла последнее место в Серии А, не выдержав конкуренции со стороны намного более опытных соперников, и вернулась в Серию B. В 2006 году «Бразильенсе» занял 8-е место в Серии B. По итогам 2010 года клуб вылетел в Серию C.
Талисманом «Бразильенсе» является аллигатор, изображённый на эмблеме клуба.

## Достижения
- Чемпион Федерального округа (11): 2004, 2005, 2006, 2007, 2008, 2009, 2011, 2013, 2017, 2021, 2022
- Чемпион Бразилии в Серии B (1): 2004
- Чемпион Бразилии в Серии C (1): 2002
- Финалист Кубка Бразилии (1): 2002